# Víctor Coello
Víctor Arturo Coello Paz (né le 29 juillet 1974 à Villanueva au Honduras) est un footballeur international hondurien, qui évoluait au poste de gardien de but.

## Biographie

### Carrière en sélection
Avec l'équipe du Honduras, il joue 34 matchs (pour aucun but inscrit) entre 1997 et 2007. Il figure notamment dans le groupe des sélectionnés lors des Gold Cup de 2003 et de 2005. Il est quart de finaliste en 2003 et demi-finaliste en 2005.

## Palmarès
- Champion du Honduras : 2001 (C) avec le CD Platense, 2002 (C), 2003 (C), 2004 (A), 2007 (A), 2008 (A), 2009 avec le CD Marathón